# Хедебю-1
Хедебю-1 (нім. Haithabu 1; дан. Hedeby 1) — довгий корабель вікінгів, знайдений в порту Хедебю (сучасний Шлезвіг-Гольштейні в Німеччині) в 1979 році. Корабель датований приблизно 985 роком, мав приблизно 30 метрів завдовжки і майже 20 років вважався найдовшим відомим у світі кораблем вікінгів, поки в 1997 році у порту Роскілле в Данії не було знайдено залишки 37-метрового скейда Роскілле-6, що перехопив цю першість.
Судно було використане як брандер і загинуло в 1050 році під час атаки на поселення вікінгів в Хедебю, неподалік від місця свого будівництва.

## Знайдення і розкопки

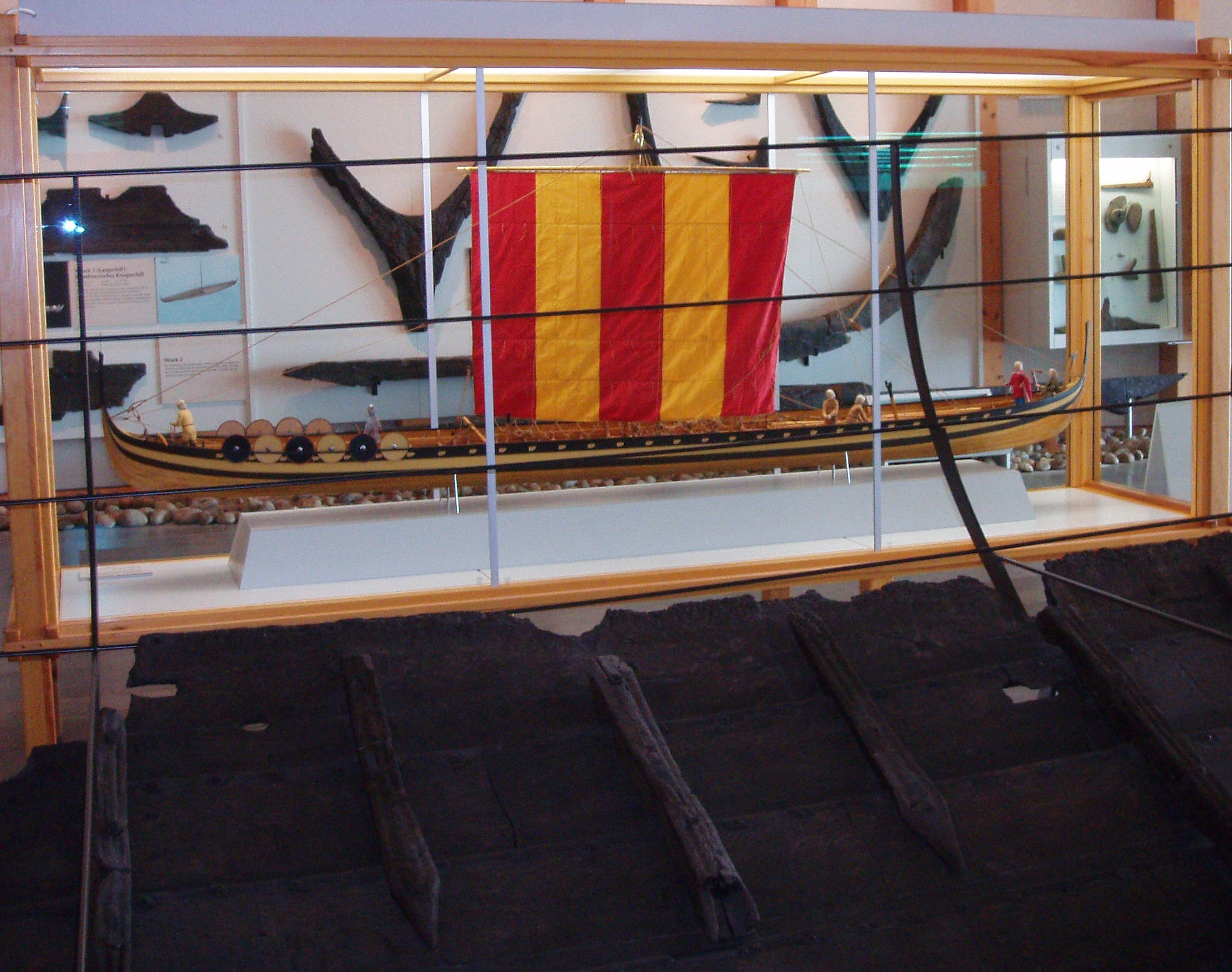
Модель корабля Хедебю-1

Перші знахідки залишків кораблів були зроблені в порту Хедебю ще на початку 1950-х років. Перш ніж уламки були розкопані і законсервовані, частина дерев'яних залишків була втрачена.
Лише у 1979 році залишки корабля Хедебю-1 були розкопані за допомогою встановлення шпунтового короба розмірами 22 × 8 м, з якого було відкачано воду. Залишки очистили з навісних трапів над затонулим кораблем. Під час рятування деревину доводилося постійно тримати вологою. Уціліла частина затонулого корабля складалася здебільшого з лівого борту. Судно сильно обгоріло до ватерлінії, але вцілілих залишків вистачило для реконструкції. Часткова повнорозмірна реконструкція корабля виставлена в Музеї вікінгів Хедебю.
Порятунок затонулого судна, його консервація та подальша реконструкція корабля вікінгів були записані на 16-міліметрову плівку Film-AG студентської спілки Шлезвіг-Гольштейн, яку очолює Курт Денцер. В результаті цієї кінематографічної документації в 1985 році вийшов 30-хвилинний документальний фільм Das Haithabu-Schiff.
У 1979—1981 роках за допомогою ехолота проводилася сейсморозвідка порту Хедебю. Були знайдені не тільки металеві предмети, такі як сокири та мечі, але й дерев'яні предмети, такі як фрагменти судна Хедебю-2 і залишки великого вантажного судна Хедебю-3.

## Опис

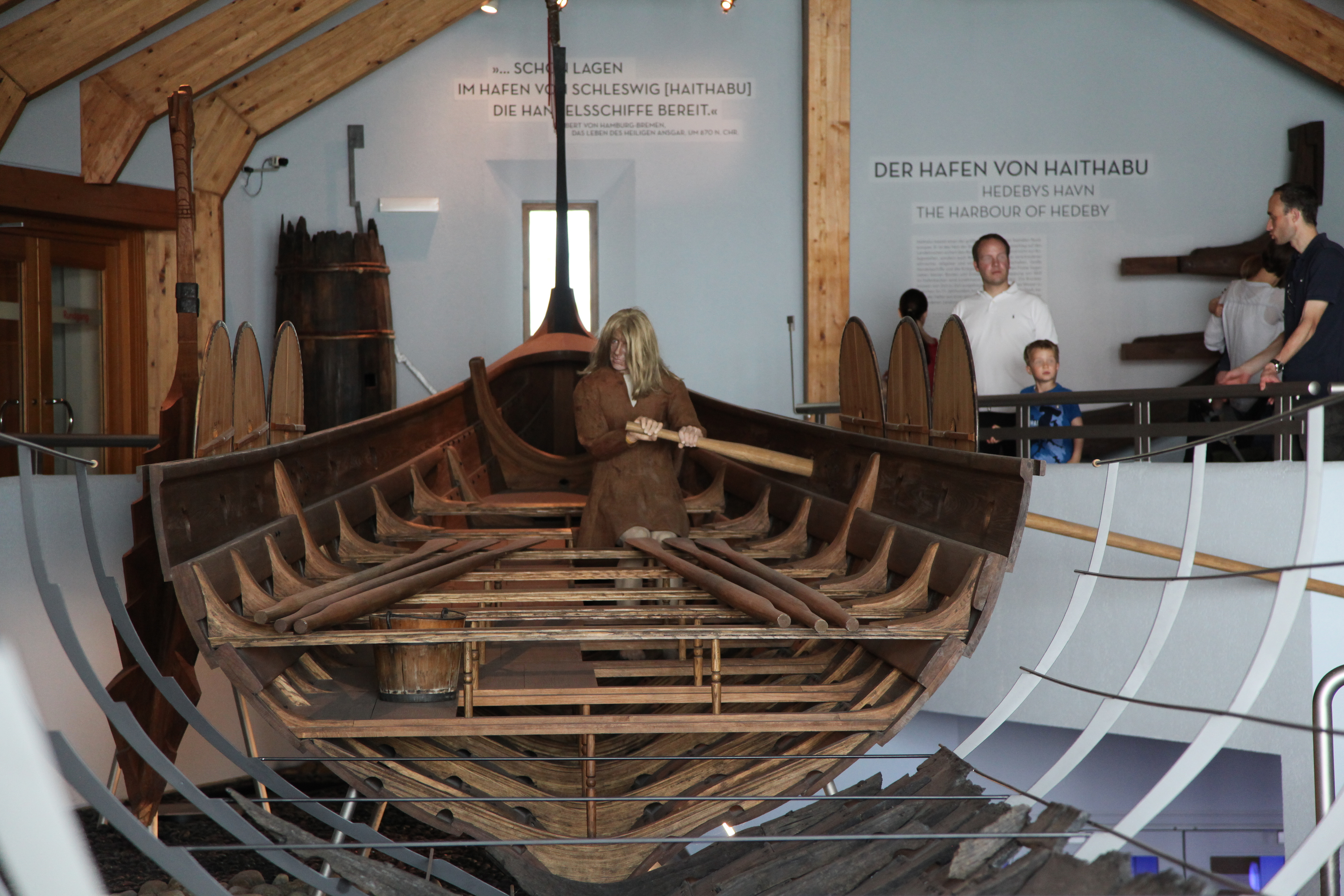
Реконструйована носова частина корабля

Корабель мав від 24 до 26 пар весел (гребних лав). Підняті залишки корабля мали довжину близько 16 метрів, але оригінальний корабель був набагато довшим. Початкова оцінка довжини заснована на порівнянні з іншими кораблями вікінгів. З інших знайдених кораблів того періоду відомо, що дошки обшивки були найширшими посередині корабля. Виходячи з цього припущення, була зроблена початкова оцінка довжини корабля, яка складала розмір між 26 і 32 метрами. Завдяки збереженому місцю для кріплення щогли вдалось дати точніше визначення загальної довжини. Остаточне креслення реконструкції корабля визначило його довжину у 30.9  м. при ширині в міделі приблизно 2,7 м і висотою бортів 1,5 м.
Відповідно до традиційної скандинавської техніки, корпус судна був обшитий за клінкерною технологією (внапусток). Усі дошки були з'єднані між собою залізними заклепками, надзвичайно щільно розташованими з інтервалом в 10 см. Дошки були дубові і дуже широкі — до 37,5 см. Їх товщина становила від 1,2 до 2,4 см. Шви зашпаклювали (конопатили) вовною, просоченю дьогтем.

## Датування
З самого початку було очевидно, що корабель згорів і затонув під час нападу на місто, під час якого воно було знищено, оскільки останки корабля були виявлені над старішими шарами уламків міста та сміття. Дендрохронологічне датування показало, що дерева, з яких збудовано корабель, було зрубані приблизно в 985 році нашої ери. Аналіз зразків також показав, що дерева, з яких збудовано корабель виросли в регіоні Шлезвіг.
В 1050 році, наприкінці доби вікінгів, під час нападу на Хедебю норвезького короля Гаральда Суворого корабель наповнили сіном або хмизом і навмисно підпалили, після чого він затонув.